# Região Geográfica Imediata de Nossa Senhora da Glória
A Região Geográfica Imediata de Nossa Senhora da Glória é uma das 6 regiões geográficas imediatas do Estado de Sergipe, uma das três regiões geográficas imediatas que compõem a Região Geográfica Intermediária de Itabaiana e uma das 509 regiões geográficas imediatas do Brasil, criadas pelo IBGE em 2017.
É composta por 9 municípios.
Tem uma população estimada pelo IBGE para 1.º de julho de 2017 de 171 878 habitantes e área total de 5 438,980 km².